# 정연주 (아나운서)
정연주(1976년 1월 7일 ~ )는 대한민국의 前 TBS 교통방송 아나운서이다.

## 학력
- 1994~1998 이화여자대학교 행정학 학사
- 2010~2013 고려대학교 언론대학원 홍보학 석사

## 수상
- 2007 서울특별시장상
- 2008 한국아나운서대상 아나운서클럽상
- 2016 한국어문기자협회 한국어문상 특별상

## 경력
- 1997.12~2023.11 TBS 교통방송 보도제작국 아나운서
- 2014 뮤직비디오  윈터플레이 - 하얀겨울 (라디오 DJ 목소리 역)
- 2011 방송 TBS TV 기적의 TV상담받고 대학가자
- 2007 방송 TBS FM 김흥국 정연주의 행복합니다
- 방송 TBS TV 왕종근 정연주의 엄마가 신났다
- 방송 TBS TV 아이러브디자인
- 방송 TBS TV 굿초이스
- 방송 TBS TV 생방송 서울의 오후
- 방송 TBS FM 정연주의 상쾌한 아침
- 2001 방송 TBS FM 음악이 있는 거리
- 1999 방송 TBS FM 정보스튜디오
- 2024년 3월달부터 정연주 아나운서 유트브 채널에서 월요일~금요일까지 유트브에서 생방송으로 새벽6시30분~7시까지 하고 있습니다